# مت مولنوگ
مت چارلز مولنوگ (به انگلیسی: Matthew Charles "Matt" Mullenweg) (متولد ۲۱ دی ۱۳۶۲)کارآفرین و توسعه‌دهنده وب است. او در سان فرانسیسکو، کالیفرنیا زندگی می‌کند. دلیل اصلی شهرت او توسعه نرم‌افزار آزاد و متن‌باز وردپرس است. در حال حاضر مدیریت بنیاد وردپرس بر عهده او است. بعد از ترک دانشگاه هیوستون، او از سال ۲۰۰۴ تا ۲۰۰۶ میلادی در شرکت سی‌نت مشغول به کار بود. بعد از سی‌نت شرکت اتوماتیک را تأسیس کرد. اتوماتیک شرکت پشتیان وبسایت وردپرس دات کام (ارائه دهنده خدمات بلاگ‌نویسی رایگان با استفاده از وردپرس)، اکیسمت، جی‌آواتار و چند سرویس دیگر است.

## شروع زندگی و تحصیلات

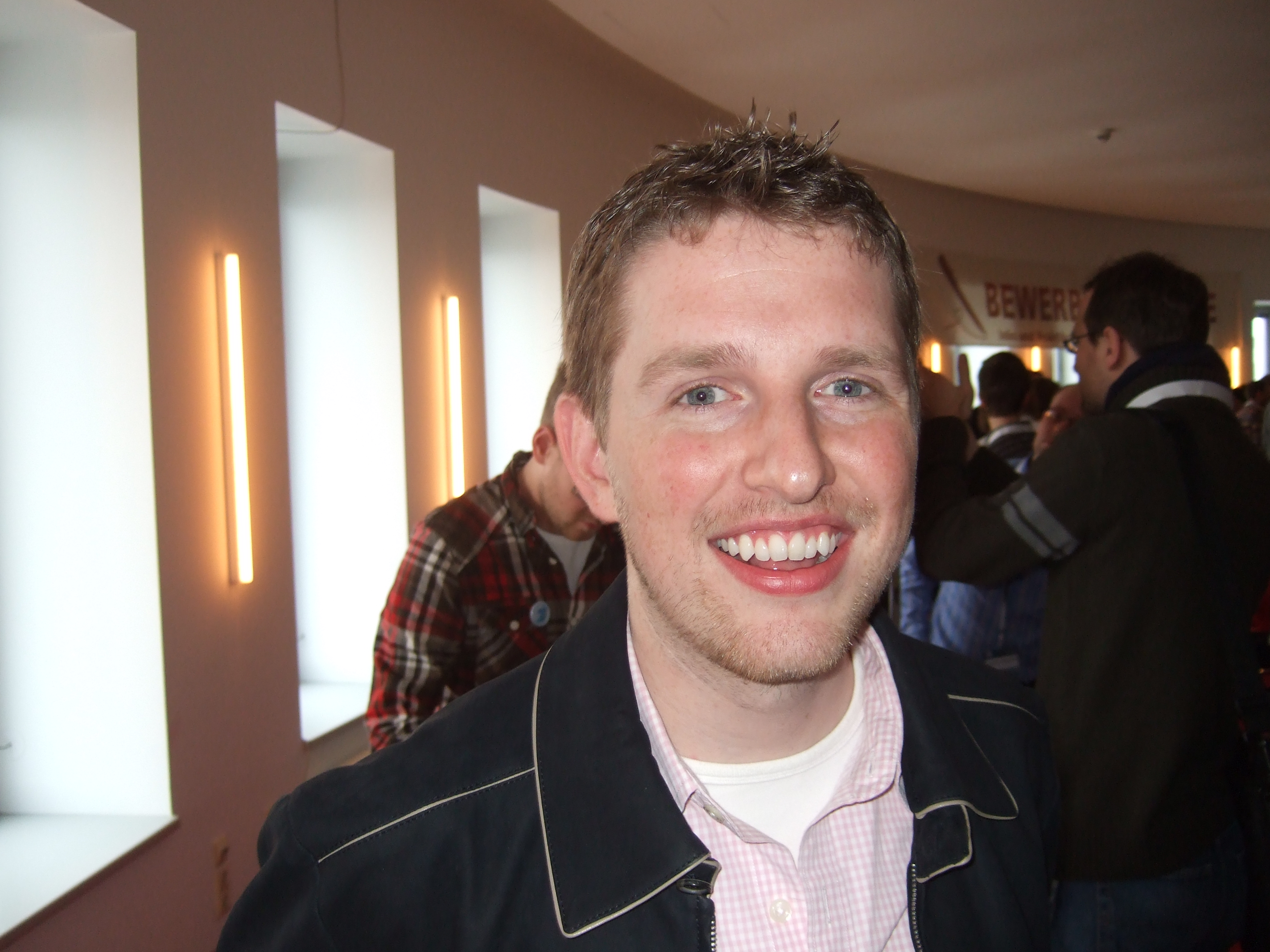
مت مولنوگ در WordCamp Jena 2009.

مولنوگ در شهر هیوستون ایالت تگزاس آمریکا متولد شده‌است. او در دبیرستان هنرهای تجسمی نواختن ساکسیفون را آموخته‌است. او قبل از آنکه در سال ۲۰۰۴ دانشگاه هیوستون را برای دریافت شغلی در سی‌نت ترک کند؛ در رشته علوم سیاسی این دانشگاه در مقطع کارشناسی ارشد تحصیل می‌کرده‌است.

## زندگی شغلی
در سال ۲۰۰۳ مولنوگ و مایک لیتل پروژه وردپرس را بر پایه کدهای b2 شروع کردند. میشل والدریگی توسعه دهنده رسمی b2 خیلی زود به جمع آنها پیوست. مولنوگ در در این برهه از زمان دانشجوی جوان پر انرژی ۱۹ ساله دانشگاه هیوستون بود. در ماه مارس سال ۲۰۰۴ میلادی او به عنوان هم‌بنیانگذار و در کنار چند تن دیگر شرکتی با عنوان «Global Multimedia Protocols Group» (اختصاری GMPG) را تأسیس کرد. این شرکت اولی میکروفرمت را با همکاری توسعه دهندگان وردپرس در آوریل ۲۰۰۴ نوشت. آنها سرویس پینگ-اُ-مَتیک (به انگلیسی: Ping-O-Matic) را راه‌اندازی کردند. پینگ-اُ-مَتیک سرویسی بود که موتورهای جستجو مخصوص وبلاگ‌ها مثل تکنوراتی را از تغییرات وبلاگ‌ها مطلع می‌کرد. یک ماه پس از این مووبل تایپ به عنوان رقیب اصلی وردپرس افزایش قیمت زیادی را به مشتریان خود تحمیل کرد. همین اتفاق باعث شد تعداد زیادی از کاربران به دنبال پلتفرم وبلاگ‌نویسی دیگری بروند. بسیاری معتقداند این اتفاق نقطه اوجی برای وردپرس بوده‌است.
در اکتبر ۲۰۰۴ مولنوگ به استخدام شرکت سی‌نت درآمد تا برای آنها روی وردپرس کار کند و با ارائه پیشنهادهای جدید به آن‌ها کمک کند. به همین خاطر او از دانشگاه بیرون آمد و در ماه بعد از هیستون به سانفرانسیسکو نقل مکان کرد. در دسامبر همان سال مولنوگ افزونه انجمن ساز وردپرس به نام بی‌بی‌پرس را معرفی کرد. در فوریه ۲۰۰۵ مولنوگ و تیم وردپرس نسخه ۱٫۵ وردپرس را با نام «Strayhorn» منتشر کردند. این ۹۰۰ هزار بار بارگیری شده‌است. در این نسخه از وردپرس امکانات مدرن به همراه بازطراحی ظاهر بخش کاربری و پیشخوان مدیریت انجام شده بود.
در اواخر ماه مارس و اوایل ماه آوریل شخصی به نام «آندرو بایو» حداقل ۱۶۸ هزار مقاله مخفی در وبسایت وردپرس دات ارگ کشف کرد. مولنوگ وجود این مقالات را در سایت وردپرس پذیرفت و آن‌ها را حرف کرد.
مولنوگ در اکتبر ۲۰۰۵ از سی‌نت خارج شد تا بتواند به صورت تمام وقت تمرکز خود را صرف وردپرس و موضوعات مرتبط با آن کند. چند روز بعد او سرویس اکیسمت را معرفی کرد. اکیسمت
یک سرویس مقابله با دیدگاه‌های هرزنامه‌ای است که از اطلاعات استفاده‌کنندگان خود برای مقابله با این گونه دیدگاه‌ها استفاده می‌کند. در دسامبر ۲۰۰۵ او شرکت اتوماتیک را به عنوان شرکت پشتیبان وردپرس‌دات‌کام و اکیسمت معرفی کرد. اتوماتیک کسانی را به خدمت گرفت که در پروژه‌های وردپرس نقش تأثیرگذاری داشتند. در همان زمان قرارداری بین وردپرس، اکیسمت و بخش میزبانی کسب‌وکارهای کوچک یاهو بسته شد.
در زانویه ۲۰۰۶ مولنوگ، «تونی اشنایدر» مدیر عامل سابق کمپانی اودی‌دی‌پست و مدیر اجرای یاهو را به عنوان مدیر عامل شرکت اتوماتیک استخدام کرد. در آوریل ۲۰۰۷ ارزش تقریبی شرکت اتوماتیک به ۱٫۱ میلیون دلار رسید. در این برهه چند شرکت از جمله سی‌نت سهامداران شرکت اتوماتیک بودند.
مولنوگ شرکت «Audrey Capital» را به عنوان سرمایه‌گذار فرشته راه‌اندازی کرد. آدری کپیتال از سال ۲۰۰۸ تا کنون از حدود ۳۰ شرکت حمایت کرده‌است. در سال ۲۰۱۱ این شرکت از استارت‌آپ شرکت وای کامبینیتر به نام ایربیتز حمایت کرد.
در ژانویه ۲۰۰۸ شرکت اتوماتیک با ارزشی در حدود ۲۹٫۵ میلیون دلار بالاتر از شرکتی مثل نیویورک تایمز قرار گرفت. در این برهه، تعداد کارکنان شرکت اتوماتیک فقط ۱۸ نفر است.
در ژانویه ۲۰۰۹ نشریه سانفرانسیسکو بیزینس تایم گزارش داد که رشد ترافیک تبادل شده از سایت‌های وردپرس‌دات‌کام سریع‌تر از سرویس بلاگر گوگل است.

## زندگی شخصی
مولنوگ یکی از کاربران صفحه‌کلید ساده‌شده دواراک است و می‌تواند بیشتر از ۱۲۰ کلمه در دقیقه تایپ کند. او یکی از اعضای هیئت مدیره مجله گریست (به انگلیسی: Grist) است. او بنیانگذار و مدیر بنیاد وردپرس است.
او حامی تعداد زیادی از سازمان‌ها و نهادهای غیرانتفاعی مثل بایگانی اینترنت، بنیاد مرزهای الکترونیکی و بنیاد نرم‌افزار آزاد است.